# Korsolampi
Korsolampi är en sjö i Kyrkslätts kommun i Finland.   Den ligger i landskapet Nyland, i den södra delen av landet, 30 km väster om huvudstaden Helsingfors. Korsolampi ligger 71 meter över havet. I omgivningarna runt Korsolampi växer i huvudsak blandskog. Arean är 3 hektar och strandlinjen är 0,76 kilometer lång. Sjön  ingår i Finska vikens kustområde. 